# Sony Xperia Tablet S
Xperia Tablet S es una tableta con pantalla táctil diseñada por Sony. Fue anunciada en el Internationale Funkausstellung Berlin (IFA) de 2012, y salió al mercado en los Estados Unidos el 7 de septiembre de 2012. Es la primera tableta de Sony que se comercializa con la marca Xperia.

## Características Destacadas

### Procesador
Cuenta con un CPU-GPU Nvidia Tegra 3™ de 4 núcleos con velocidad de hasta 1.6 ghz, resultando en un gran poder de procesamiento gráfico, permitiendo un excelente rendimiento en juegos de última generación.

### Sistema Operativo
Viene de fábrica con Android Ice Cream Sandwich 4.0.3, actualmente ya disponible la actualización a Android Jelly Bean 4.1.1 (release 3) la cual corrige ciertos fallos de las actualizaciones 4.1.1 (1) y (2)

### Cámara
Posterior sin flash de 8mpx hd excelente para fotos diurnas
Frontal de 1mpx de gran calidad de imagen para videollamadas

### Slots y Botones
Cuenta con un slot para tarjeta SD (grande), entrada auricular 3,5 mm, slot para carga y conexión de 30 pines, botón de encendido/desbloqueo, botón subir y bajar volumen.

### Indicadores
LED indicador del estado y carga de la batería
LED indicador de mensajería.

### Autonomía
Su batería de Ion-litio permite hasta 12 horas de uso moderado y aproximadamente 8 horas de uso intenso.

### Cómoda en tus manos
Nuevo diseño de aluminio, delgado, liviano y franja ergonómica para agarrar fácilmente.
El diseño asimétrico permite que el peso se concentre cerca de la mano para reducir el esfuerzo de mantenerla sujeta con una sola mano. A la vez que haciendo esa parte más gruesa, permite un mejor agarre.

### Splash Proof
Úsala en donde quieras gracias a su protección IPX4 contra salpicaduras de agua.

### Tienes el control
Control remoto universal de fábrica listo para usar en segundos. Ahora tiene multi-macros para reemplazar todos los controles de tu casa.

### Compartir contenidos en segundos
Utiliza el mando a distancia para compartir videos, fotos y música con otros aparatos en la red de tu casa.

### Guest Mode
Crea diferentes usuarios y comparte tu Xperia™ Tablet sin preocupaciones
- Datos: Q7562558